# La Boulangère de Monceau
Pour les articles homonymes, voir Monceau.
Série Six contes moraux
La Carrière de Suzanne
(1963)
Pour plus de détails, voir Fiche technique et Distribution.
La Boulangère de Monceau est un moyen métrage français, écrit et réalisé par Éric Rohmer, sorti en France en 1963. C'est le premier des Six contes moraux.

## Synopsis
Au printemps, dans le quartier du parc Monceau, le narrateur, un étudiant en droit, prépare ses examens tout en fréquentant les cafés du quartier avec son camarade Schmidt. Il croise fréquemment une jeune femme élégante et blonde, Sylvie, qui lui plaît et à qui, pense-t-il non sans raison, il n'est pas indifférent. Il n'ose cependant pas l'aborder, malgré les encouragements réitérés de son ami. Un jour pourtant, ayant heurté la jeune femme par hasard, il engage la conversation et croit dès lors la rencontre bien engagée.
Mais c'est alors que Sylvie demeure mystérieusement invisible. Pour la retrouver, le jeune homme utilise tout son temps libre à sillonner le quartier, et en particulier le marché de la rue de Lévis. Il prend l'habitude de fréquenter une modeste boulangerie de la rue Lebouteux où il achète les sablés dont il se nourrit, tout en arpentant les rues avoisinantes. Il ne tarde pas à remarquer que la vendeuse, une jolie brune (Jacqueline) lui témoigne de l'intérêt. Au fil des achats, une relation de complicité puis de séduction se noue entre eux. Profitant d'un moment de solitude avec la jeune boulangère dans le magasin, le narrateur finit par lui demander de sortir avec lui. La jeune fille hésite d'abord, puis finit par accepter au terme d'un code fixé en nombre de sablés qu'elle lui tendra (un seul pour « non », deux pour « oui »).
Mais le jour même du rendez-vous, le narrateur rencontre Sylvie dans la rue, la cheville bandée, appuyée sur une canne. L'entorse qu'elle s'était faite le lendemain de leur rencontre explique seule sa disparition prolongée. De sa fenêtre, située en face de la boulangerie, elle a observé, trois semaines durant, les allées et venues du jeune homme, dont, flattée, elle se croit la cause. Celui-ci, loin de la détromper, se désintéresse aussitôt de la boulangère, qui n'était pas de son monde, pour une jeune femme qui lui paraît mieux appariée, et qu'il n'avait jamais cessé d'attendre. La voix du narrateur nous apprend qu'il l'a épousée six mois plus tard et qu'ils ont habité quelque temps rue Lebouteux.

## Fiche technique
- Titre original : La Boulangère de Monceau
- Réalisation : Éric Rohmer
- Assistant : Jean-Louis Comolli
- Scénario et dialogues : Éric Rohmer
- Photographie : Jean-Michel Meurice, Bruno Barbey
- Montage : Jackie Raynal, Éric Rohmer
- Production : Georges Derocles, Barbet Schroeder
- Société de production : Les Films du Losange
- Société de distribution : Les Films du Losange
- Pays d’origine :  France
- Langue originale : français
- Format : noir et blanc[1] — 16 mm[1] — 1,37:1 —  son Mono
- Genre : Comédie dramatique
- Durée :  26 minutes[1] (672 mètres)
- Date de sortie :
  - France : 1963

## Distribution
- Barbet Schroeder :  l'étudiant
- Bertrand Tavernier : la voix du narrateur
- Claudine Soubrier : Jacqueline, la boulangère
- Michèle Girardon : Sylvie, la jeune femme
- Fred Junk : Schmidt, l'ami du narrateur
- Michel Mardore : un client de la boulangerie

## Analyse
Ce premier épisode des « Contes moraux » illustre de manière quasi schématique le canevas commun aux cinq films suivants, tel que le définit Éric Rohmer : « Tandis que le narrateur est à la recherche d'une femme, il en rencontre une autre qui accapare son attention jusqu'au moment où il retrouve la première ». Dans le cas présent, c'est aussi la veulerie du narrateur, son cynisme et son conformisme social que le déroulement de l'épisode dévoile. Les épisodes suivants : La Carrière de Suzanne (1963), La Collectionneuse (1967), Ma nuit chez Maud (1969), Le Genou de Claire (1970) et L'Amour l'après-midi (1972), reprendront le même sujet avec toujours plus de complexité, à la manière d'un thème et variations.